# 박중국
박중국(朴重國, ?~1996년 10월 6일)은 조선민주주의인민공화국의 독립운동가 출신 정치인, 군인, 외교관이다. 최고인민회의 제5·7·8·9기 대의원을 역임했다.
일제강점기에 동만주에서 공산당 조직원으로 항일운동에 참가했다. 광복 후인 1954년에 조선노동당 중앙위원회 노동과장, 1958년에 외무성 참사관, 1963년 1월에 외무성 제1국장에 임명되었으며, 1964년 9월에 소장으로 진급하며 군사정전위원회 공산측 수석대표로 활동했다. 이후 조선로동당 중앙위 후보위원, 인민무력부 부부장을 맡은 뒤에 주루마니아 대사, 주멕시코 대사, 주베네수엘라 대사로 활동했다.